# Hans Nachtsheim
Hans Nachtsheim (* 13. Juni 1890 in Koblenz; † 24. November 1979 in Boppard) war ein deutscher Zoologe und Genetiker. Er war als Professor für Genetik vor dem Zweiten Weltkrieg an Berliner Universitäten und am Kaiser-Wilhelm-Institut für Anthropologie tätig sowie nach dem Krieg bis 1948 an der Berliner Universität, dann an der FU Berlin und in der Max-Planck-Gesellschaft.

## Werdegang

### Studium und Beginn der wissenschaftlichen Arbeit
Nachtsheim studierte noch vor dem Ersten Weltkrieg Zoologie. Im Krieg war er als militärischer Zensor tätig. Nach einer Assistenzzeit an Zoologischen Instituten in Freiburg und München wurde er 1919 Privatdozent und 1921 außerordentlicher Professor an der Landwirtschaftlichen Hochschule Berlins. 1921 wurde er Abteilungsleiter am Institut für Vererbungsforschung, einer Forschungseinrichtung der Landwirtschaftlichen Hochschule Berlin. 1923 wurde er dort außerplanmäßiger Professor. Von 1924 bis 1933 leitete er den Reichsbund der deutschen Kaninchenzüchter. 1925–1927 war er Rockefeller-Stipendiat an der Colombia University bei Thomas Hunt Morgan. Er forschte seit 1934 über Erbkrankheiten kleiner Säugetiere und organisierte mit Unterstützung der Deutschen Forschungsgemeinschaft den Aufbau zentraler Züchtungsinstitutionen. Die Kaninchen für seine Experimente wurden unter anderem von Häftlingen aus dem Gefängnis Sonnenburg bei Küstrin aufgezogen.

### Beschäftigung am Kaiser-Wilhelm-Institut und aktive Beteiligung an Menschenversuchen
Von 1941 bis 1945 war Nachtsheim Leiter der Abteilung für experimentelle Erbpathologie am Kaiser-Wilhelm-Institut für Anthropologie, menschliche Erblehre und Eugenik (KWI-A), dessen kommissarischer Direktor er 1943 wurde. Zu seinen Mitarbeitern gehörte dort die an „Zigeuneraugen aus dem Lager Auschwitz“ arbeitende Biologin Karin Magnussen. Ab 1943 erfolgte eine Zusammenarbeit Nachtsheims mit dem mit ihm befreundeten Pathologen und als Oberarzt bei Berthold Ostertag tätigen Hans Klein bei der Erforschung der angeborenen Wassersucht bei Neugeborenen. 1944 wurde er wissenschaftliches Mitglied der Kaiser-Wilhelm-Gesellschaft (später Max-Planck-Gesellschaft). Nachtsheim führte 1944 im Auftrag des Reichsforschungsrats Untersuchungen zur „vergleichenden und experimentellen Erbpathologie“ durch, wobei es zunächst um die Prüfung des Einflusses von Unterdruck bzw. Sauerstoffmangel auf die Auslösung eines epileptischen Anfalls bei epileptischen und nicht-epileptischen Kaninchen ging. Er „[b]enutzte 1943 sechs epilepsiekranke Kinder aus der vom Reichsausschuß-Gutachter Hans Heinze geleiteten Provinzial Heil- und Pflegeanstalt Brandenburg-Görden für ein Unterdruck-Experiment“. Er hatte mittelbar Verbindung zu Menschenversuchen im Bereich der Tuberkuloseforschung und zu Forschungen an Augen von in Auschwitz ermordeten Menschen, an denen seine Mitarbeiterin Karin Magnussen maßgeblich beteiligt war.

### Tätigkeiten nach 1945
Als eines von zwei Mitgliedern des KWI-A, die „mit Sicherheit keine Verbindung zur NSDAP“ hatten, konnte Hans Nachtsheim, der von sich im März 1946 behauptete, ein „scharfer Gegner“ des Nationalsozialismus gewesen zu sein und die Rassenpolitik abgelehnt zu haben, eine wichtige Figur im Aufbau der Genetik in der Bundesrepublik werden. Im Jahr 1947 war er als Wissenschaftliches Mitglied der Max-Planck-Gesellschaft im Westen und Direktor des Instituts für vergleichende Erbbiologie und Erbpathologie der Deutschen Akademie der Wissenschaften im Ostteil Berlins verzeichnet. Von 1946 bis 1949 war er Professor für Genetik und Direktor des Instituts für Genetik der Humboldt-Universität Berlin. Er gab diese Stellung 1948 auf wegen schwerer wissenschaftlicher Differenzen, die sich zu den im Ostblock favorisierten Theorien Lyssenkos ergaben. Lyssenko vertrat in der Genetik die Theorie der direkten Vererbung erworbener Eigenschaften, die inzwischen als widerlegt gilt, seinerzeit aber von Stalin unterstützt wurde. 1949 wurde Nachtsheim auf einen Lehrstuhl für Allgemeine Biologie an der FU-Berlin berufen und gehörte dort zu den Gründern des Instituts für Genetik, das er bis zu seiner Emeritierung als Professor 1955 leitete. Gleichzeitig war er in Berlin-Dahlem von 1953 bis 1960 Direktor des Instituts für vergleichende Erbbiologie und Erbpathologie, das nach dem Krieg aus Nachtsheims Abteilung am KWI-A hervorgegangen war und 1953 der Max-Planck-Gesellschaft angegliedert wurde. Da im Nürnberger Ärzteprozess die luftfahrtmedizinische Forschung (und damit auch die Unterdruckversuche, an denen Nachtsheim beteiligt war) einer genauen Prüfung und auch der Verurteilung entging, wurde Nachtsheim nie für seine Forschungstätigkeit in der Zeit des Nationalsozialismus zur Rechenschaft gezogen.
Zu Nachtsheims Schülern gehörten die Humangenetiker Friedrich Vogel und Georg Gerhard Wendt.

### Positionierung zur praktischen Eugenik
Dass die Rassenhygiene, wie sie in der Zeit des Nationalsozialismus betrieben wurde, nach dem Krieg keine anerkannte Wissenschaft mehr war, ist naheliegend – eugenische Vorstellungen aber blieben weiter bestehen. So entbrannte in den fünfziger Jahren erneut eine Debatte um die Sterilisation. Zwangssterilisationen waren nun nicht mehr vertretbar, aber Juristen und Ärzte diskutierten, ob nicht freiwillige Sterilisationen rechtmäßig sein könnten. Nachtsheim, der ursprünglich Zoologe und zur Zeit seiner Tätigkeit am KWI-A kein Eugeniker war, mischte sich als einziger Genetiker in die Debatte ein, zu einem Zeitpunkt, als die Eugenik eigentlich schon durch eine anders ausgerichtete Humangenetik abgelöst wurde. Noch 1961 im Wiedergutmachungsausschuss des Bundestags und 1962 in den Ärztlichen Mitteilungen rechtfertigte er das Gesetz zur Verhütung erbkranken Nachwuchses. Nachtsheim sprach davon, dass eine „Pflicht zur praktischen Eugenik“ bestehe und dass „das Grundübel, das geschädigte Erbgut“, bekämpft werden müsse. Durch die Therapie von Erbkrankheiten entgingen kranke Gene der „Ausmerze“ und „die Ausbreitung des Gens nimmt zu, je mehr die Erfolge der Therapie fortschreiten“. Betroffene und Anlageträger sollen solchermaßen aufgeklärt auf Kinder verzichten und sich freiwillig sterilisieren lassen. Zu Nachtheims Leidwesen sei eine „Sterilisation aus eugenischer Indikation“ in Deutschland nicht zulässig, obwohl es doch „Aufgabe und Pflicht des Staates und seiner Gesellschaft“ sei, „den Bürgern die Wege zu einer erfolgreichen Erbgesundheitspflege zu ebnen“.

### Weiteres Engagement

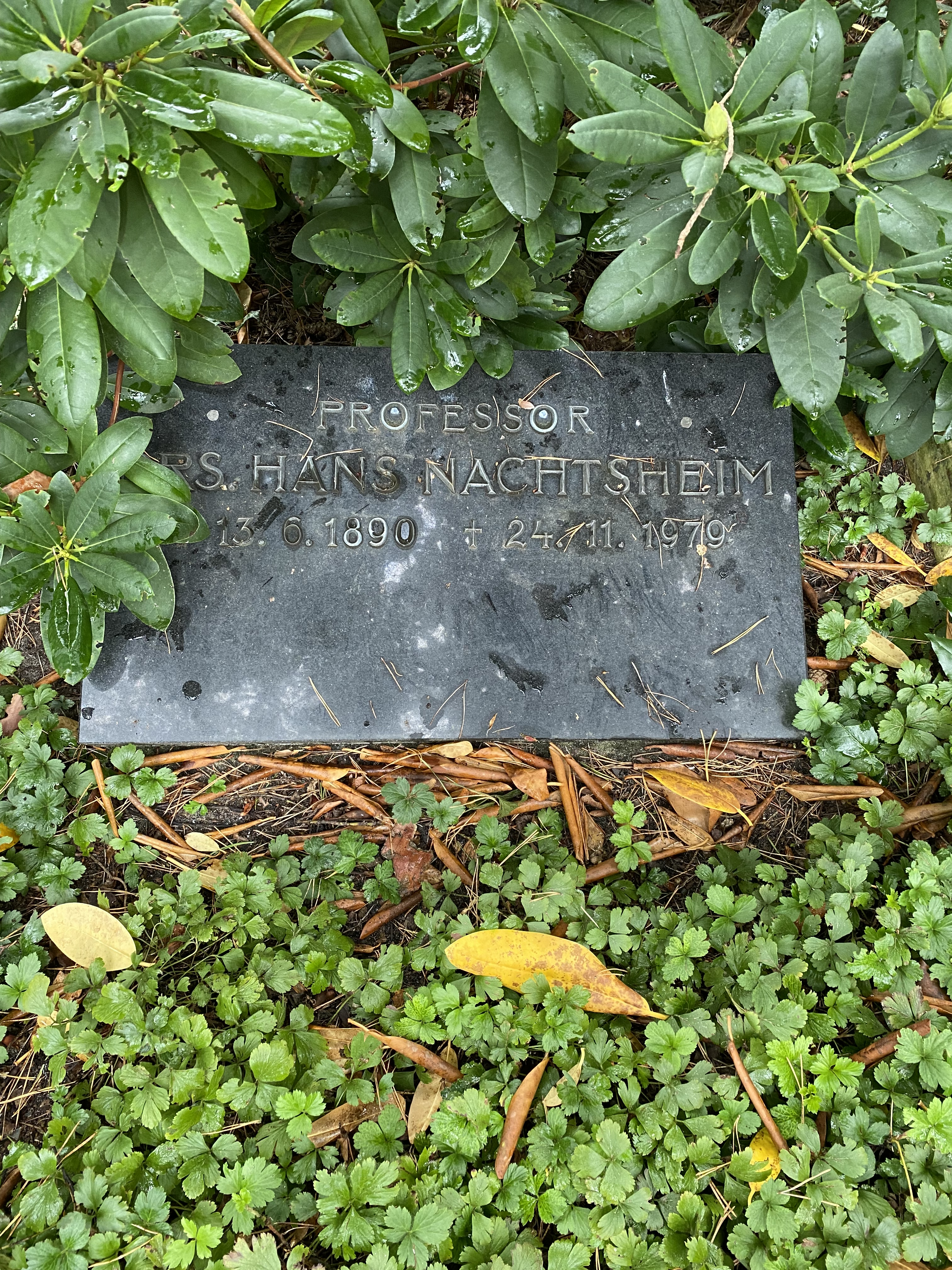
Grabstätte (Feld 004-704)

In der Nachkriegszeit engagierte sich der in West-Berlin lebende Nachtsheim auch im Kongress für kulturelle Freiheit, einer internationalen Organisation, die von der amerikanischen Regierung unterstützt wurde, um über Intellektuelle und Wissenschaftler pro-westliche und antikommunistische Einstellungen zu stärken. Insbesondere betonte der Kongress die Notwendigkeit der Freiheit der Wissenschaft von der Steuerung durch totalitäre Ideologien und Mächte. Hans Nachtsheim war an der Gründung des Kongresses 1950 in Berlin und an dessen Publikationen beteiligt. In der Publikation des Kongresses sprach Nachtsheim von der „Vernichtung der Genetik in Rußland durch Lyssenko und seine Helfershelfer“ und bezeichnete Lyssenkos Theorien als ähnlich absurd wie die Rassetheorien des Nationalsozialismus.
Nachtsheims Emeritierung als Professor erfolgte 1955, im Jahr darauf wurde er Mitglied der Bundesgesundheitskonferenz. In dieser Rolle wurde er im Contergan-Skandal Gegenspieler von Franz Büchner. Im Gegensatz zu diesem betonte er vor allem die Ursachen, die in den Erbanlagen zu finden seien, und bestritt insofern die auslösende Wirkung des Medikaments Contergan für Fehlbildungen.
Er war einer der drei Gründer der seit 1955 bestehenden internationalen Zeitschrift Blut für klinische und experimentelle Hämatologie. Ab 1958 war Gerhard Ruhenstroth-Bauer Mitherausgeber (Ruhenstroht-Bauer, der im September 1943 mit Nachtsheim epileptische Kinder für Versuche in der Unterdruckkammer herangezogen habe, hat um 1981 – wie eine Tochter von Nachtsheim und wie Adolf Butenandt, der Direktor der Max-Planck-Gesellschaft – mit einer Klage gegen Benno Müller-Hill gedroht, wenn dessen Buch mit Angaben zur Geschichte der DFG erscheine.). Der Nachruf der Zeitschrift Blut würdigt Nachtsheims besonderen persönlichen Mut bei der Vertretung seiner Positionen bei wissenschaftspolitischen Problemen.
Im August 1956 war Nachtsheim Teilnehmer des in Kopenhagen stattgefundenen Ersten Internationalen Kongresses für Humangenetik, bei dem Strahlenschädigungen der Erbanlagen ein Schwerpunkt waren. Der Kongress forderte die Regierungen auf, humangenetischen Forschung umfassend zu fördern, um Atomenergie ohne Zunahme gesundheitsbedrohender Mutationen nutzen zu können. Nachtsheim erhielt vom Atomministerium 243.000 Mark, wobei der Hauptprofiteur der Atomgelder der ehemalige Rassenhygieniker Otmar von Verschuer war, der ein Pilotprojekt erhielt.
Im Juni 1970 ehrte die FU Berlin Nachtsheim, den die Berliner Vertretung des Bundesministeriums für Jugend, Familie und Gesundheit als „Vererbungswissenschaftler von hohem Rang“ bezeichnete, anlässlich seines 80. Geburtstags mit einer Feier und Festvorträgen im großen Hörsaal des Instituts für Genetik. Sein Nachfolger als Direktor des Instituts für Genetik an der FU sowie als Direktor des Max-Planck-Instituts für vergleichende Erbbiologie und Erbpathologie wurde der auch die Geburtstags-Laudatio haltende Herbert Lüers.
Hans Nachtsheim starb 1979 im Alter von 89 Jahren in Boppard. Sein Grab befindet sich auf dem Waldfriedhof Dahlem in Berlin.

## Ehrungen
Nachtsheim war Träger des Großen Bundesverdienstkreuzes mit Stern.

## Schriften (Auswahl)
- Vom Wildtier zum Haustier. Metzner, Berlin 1936. zuletzt: (mit Hans Stengel) Vom Wildtier zum Haustier, 3., neubearbeitete Auflage, Berlin, Hamburg : Parey 1977, ISBN 978-3-489-60636-9.
- Für und wider die Sterilisierung aus eugenischer Indikation. Georg Thieme Verlag, Stuttgart 1952.
- Unsere Pflicht zur praktischen Eugenik. In: Bundesgesundheitsblatt. 6, 1963, S. 277–286.
- Kampf den Erbkrankheiten. Franz Decker Verlag Nachf., Schmiden bei Stuttgart 1966.